# Mala Noche
Mala Noche is een Amerikaanse film uit 1985, geschreven en geregisseerd door Gus Van Sant en gebaseerd op de autobiografische roman van de dichter Walt Curtis. De film werd opgenomen in 16 mm en grotendeels in zwart-wit. Mala Noche was de eerste bioscoopfilm van Gus Van Sant en werd volledig opgenomen in Portland (Oregon).
De film bevat enkele thema's die in het latere werk van Van Sant zouden terugkeren, zoals homoseksualiteit (Van Sant is zelf open homoseksueel), de setting (Portland, Oregon) en een droge behandeling van het absurde. Mala Noche werd zeer goed ontvangen bij de critici. De Los Angeles Film Critics Association noemde het zelfs de beste onafhankelijke film van het jaar. Na deze film verhuisde hij naar Portland.

## Samenvatting
De film vertelt de verhouding van Walt (Tim Streeter), een homoseksueel winkelbediende, tot twee jonge berooide Mexicanen, Johnny (Doug Cooeyate) en Roberto Pepper (Ray Monge).
Walt en zijn vriendin (Nyla McCarthy) vragen hen om bij hen te komen eten, maar Johnny en Pepper moeten terug naar hun jeugdherberg, omdat een vriend van hen daar aan de deur werd gezet. Walt benadert Johnny en biedt hem $ 15 aan om met hem te slapen. Johnny weigert echter en gaat terug naar zijn hotelkamer en laat Pepper niet binnen, zodat die geen ander onderkomen voor de nacht heeft dan bij Walt. Walt maakt van de nood een deugd en gaat bij Pepper liggen en laat hem seks hebben met hem. 's Anderendaags heeft Walt spijt, als hij beseft dat Pepper zal denken dat hij Walt ontmand heeft en bovendien $ 10 gestolen heeft. Walt blijft Johnny achternazitten. De film gaat dan verder met niet altijd duidelijke verhoudingen, met verschillen in leeftijd, taal, ras, seks en geld.

## Rolverdeling
| Acteur        | Personage      |
| ------------- | -------------- |
| Tim Streeter  | Walt Curtis    |
| Doug Cooeyate | Johnny         |
| Ray Monge     | Roberto Pepper |
| Nyla McCarthy | Betty          |
| Don Chambers  | Don Chambers   |
| Walt Curtis   | George         |